# Александровка (деревня, Бековский район)
Алекса́ндровка — деревня Яковлевского сельсовета Бековского района Пензенской области (ранее располагалась на территории Свищёвского сельсовета Белинского района Пензенской области, между 1996 и 2004 годами была передана в Яковлевский сельсовет Бековского района).

## География
Деревня Александровка расположена в северной части Бековского района, в 5 км к северо-востоку от административного центра сельсовета село Яковлевка. Расстояние до районного центра пгт Беково по автомобильным дорогам — 42 км.

## История
Основана около 1800 года Александром Петровичем Лачиновым. В 1864 году показана как владельческая деревня Обловка при пруде, 9 дворов, число жителей 85, из них 40 — муского пола, 45 — женского. В начале XX века — деревня Свищёвской волости Чембарского уезда Пензенской губернии. В 1928 — 1935 годах — деревня Александровка в Чембарском районе Пензенского округа (с 30 июля 1930 года Пензенский округ упразднён, район вошёл в Средневолжский край) Средневолжского края. С 1935 года — деревня в составе вновь созданного Свищёвского района Средневолжского края. С 1936 года — в составе Куйбышевской области. В 1937 — 1938 годах — в Свищевском районе Тамбовской области. 4 февраля 1939 года вошла в состав вновь образованной Пензенской области. В 1955 году — в составе Свищёвского района Пензенской области, располагалась бригада колхоза «Путь Ленина». В 1968 году — деревня Свищёвского сельсовета Белинского района Пензенской области. Между 1996 и 2004 годами передана из Белинского района в Бековский район, в состав Яковлевского сельсовета.

## Население
| 2010 | 2011 |
| ---- | ---- |
| 1    | →1   |

| Численность населения по годам, чел. | Численность населения по годам, чел. | Численность населения по годам, чел. | Численность населения по годам, чел. | Численность населения по годам, чел. | Численность населения по годам, чел. | Численность населения по годам, чел. | Численность населения по годам, чел. | Численность населения по годам, чел. | Численность населения по годам, чел. | Численность населения по годам, чел. | Численность населения по годам, чел. |
| 1864                                 | 1912                                 | 1926                                 | 1930                                 | 1939                                 | 1959                                 | 1979                                 | 1989                                 | 1996                                 | 2004                                 | 2007                                 | 2010                                 |
| ------------------------------------ | ------------------------------------ | ------------------------------------ | ------------------------------------ | ------------------------------------ | ------------------------------------ | ------------------------------------ | ------------------------------------ | ------------------------------------ | ------------------------------------ | ------------------------------------ | ------------------------------------ |
| 85                                   | ↗120                                 | ↗139                                 | ↗156                                 | ↘70                                  | ↗75                                  | ↘17                                  | ↘9                                   | ↘5                                   | ↘4                                   | ↘1                                   | →1                                   |

## Инфраструктура
Деревня не газифицирована, центральное водоснабжение отсутствует. Рядом с деревней проходит автодорога регионального значения с асфальтовым покрытием «Пенза — Беково».

Деревня Александровка на карте Стрельбицкого. 1865—1871 гг.

## Улицы
- Общая.